# Olympische Jugend-Sommerspiele 2018/Fechten
Bei den Olympischen Jugend-Sommerspielen 2018 in Buenos Aires wurden vom 6. bis zum 18. Oktober insgesamt 7 Wettbewerbe im Fechten ausgetragen. 6 Einzelwettkämpfe und ein Mannschaftswettbewerb, der in kontinentalen Mixed-Teams ausgetragen wurde.

## Jungen

### Degen
| Gold             | Silber       | Bronze          |
| ---------------- | ------------ | --------------- |
| Davide Di Veroli | Paul Veltrup | Khasan Baudunov |

### Florett
| Gold             | Silber      | Bronze                   |
| ---------------- | ----------- | ------------------------ |
| Armand Spichiger | Kenji Bravo | Jonas Winterberg-Poulsen |

### Säbel
| Gold           | Silber   | Bronze        |
| -------------- | -------- | ------------- |
| Krisztián Rabb | Jun Hyun | Mazen Elaraby |

## Mädchen

### Degen
| Gold             | Silber               | Bronze              |
| ---------------- | -------------------- | ------------------- |
| Kateryna Chorniy | Hsieh Kaylin Sin Yan | Veronika Bieleszova |

### Florett
| Gold      | Silber            | Bronze   |
| --------- | ----------------- | -------- |
| Yūka Ueno | Martina Favaretto | May Tieu |

### Säbel
| Gold         | Silber          | Bronze     |
| ------------ | --------------- | ---------- |
| Liza Pusztai | Natalia Botello | Lee Ju-eun |

## Mixed

### Teamwettbewerb
| Gold | Silber                                                                                            | Bronze                                                                                       |
| --- | ------------------------------------------------------------------------------------------------- | -------------------------------------------------------------------------------------------- |
| Europa 1: Kateryna Chorniy Martina Favaretto Liza Pusztai Davide Di Veroli Armand Spichiger Krisztián Rabb | Asien-Ozeanien 1: Hsieh Kaylin Sin Yan Yūka Ueno Lee Ju-eun Khasan Baudunov Chen Yi-tung Jun Hyun | Amerika 1: Emily Vermeule May Tieu Natalia Botello Isaac Herbst Kenji Bravo Robert Vidovszky |